# طواف إيطاليا 1930
طواف إيطاليا 1930 (بالإنجليزية: 1930 Giro d'Italia)‏ هو سباق دراجات هوائية، وهو الموسم رقم 18 من السباق، وأقيم خلال الفترة 17 مايو 1930، وحتى 8 يونيو 1930، وامتدّ لمسافة 3907 كيلومتر، وهو من نوع سباق المرحلة، وقد شارك في السباق 115 متسابقاً ووصل إلى نهايته 67 متسابقاً.
فاز فيه بالمركز الأول لويجي ماركيزيو، وبالمركز الثاني Luigi Giacobbe ‏، وبالمركز الثالث أليجرو غراندي، والفريق الفائز في ترتيب الفرق Bianchi.

## الفرق
| فرق دراجات محترفة (6)- Bianchi (cycling team) ‏ - Legnano (cycling team) ‏ - Maino (cycling team) ‏ - Gloria (cycling team) ‏ - Prina-Hutchinson‏ - Dei-Pirelli‏ |  |
| |  |

## المراحل
| قائمة المراحل | قائمة المراحل | قائمة المراحل           | قائمة المراحل | قائمة المراحل | قائمة المراحل        | قائمة المراحل    |
| المرحلة       | التاريخ       | الدورة                  |               | المسافة (كم)  | الفائز بالمرحلة      | القائد العام     |
| ------------- | ------------- | ----------------------- | ------------- | ------------- | -------------------- | ---------------- |
| 1             | 17 مايو       | مسينة – قطانية          | مرحلة جبلية   | 174           | ميشيل مارا           | ميشيل مارا       |
| 10            | 31 مايو       | تيرامو – أنكونا         | مرحلة جبلية   | 185           | ميشيل مارا           | لويجي ماركيزيو   |
| 9             | 30 مايو       | روما – تيرامو           | مرحلة جبلية   | 203           | ميشيل مارا           | لويجي ماركيزيو   |
| 11            | 2 يونيو       | أنكونا – فورلي          | مرحلة جبلية   | 182           | لياركو غيرا          | لويجي ماركيزيو   |
| 13            | 5 يونيو       | روفيغو – أسياغو         | مرحلة جبلية   | 150           | أنطونيو بسنتي        | لويجي ماركيزيو   |
| 12            | 3 يونيو       | فورلي – روفيغو          | مرحلة مستوية  | 188           | ميشيل مارا           | لويجي ماركيزيو   |
| 14            | 6 يونيو       | أسياغو – بريشا          | مرحلة جبلية   | 186           | Leonida Frascarelli ‏ | لويجي ماركيزيو   |
| 8             | 28 مايو       | نابولي – روما           | مرحلة جبلية   | 247           | لياركو غيرا          | لويجي ماركيزيو   |
| 6             | 25 مايو       | كوزنسا – ساليرنو        | مرحلة جبلية   | 292           | أليجرو غراندي        | لويجي ماركيزيو   |
| 2             | 18 مايو       | قطانية – باليرمو        | مرحلة جبلية   | 280           | Leonida Frascarelli ‏ | Antonio Negrini ‏ |
| 7             | 27 مايو       | ساليرنو – نابولي        | مرحلة مستوية  | 180           | رافاييل دي باكو      | لويجي ماركيزيو   |
| 3             | 20 مايو       | باليرمو – مسينة         | مرحلة مستوية  | 257           | لويجي ماركيزيو       | لويجي ماركيزيو   |
| 5             | 23 مايو       | قطنصار – كوزنسا         | مرحلة جبلية   | 118           | Domenico Piemontesi ‏ | لويجي ماركيزيو   |
| 4             | 22 مايو       | ريدجو كالابريا – قطنصار | مرحلة مستوية  | 173           | لويجي ماركيزيو       | لويجي ماركيزيو   |
| 15            | 8 يونيو       | بريشا – ميلانو          | مرحلة جبلية   | 280           | ميشيل مارا           | لويجي ماركيزيو   |

## الفائزون
| الترتيب | الفائز          |
| ------- | --------------- |
| الفائز  | لويجي ماركيزيو  |
| الثاني  | Luigi Giacobbe ‏ |
| الثالث  | أليجرو غراندي   |
| الفريق  | Bianchi         |